# کوتسبورک
کوتسبورک (به لهستانی:  Kucborek) یک روستا در لهستان است که در گمینا پاپووو بیسکوپیه واقع شده‌است.